# Christina Rossetti

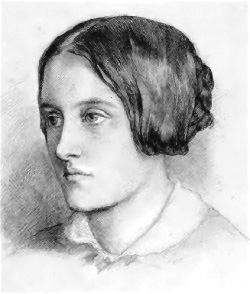
Christina Rossetti

Christina Georgina Rossetti (5 tháng 12 năm 1830 – 29 tháng 12 năm 1894) – là nữ nhà thơ Anh gốc Ý, tác giả của những bài thơ lãng mạn, trữ tình mang đậm chất tôn giáo. Trường ca Chợ Goblin và những bài thơ khác (Goblin Market and Other Poems), bài thơ tình Nhớ (Remember), Nào có ai thấy gió? (Who Has Seen the Wind?) là những tác phẩm nổi tiếng có sự ảnh hưởng sâu rộng trong văn hóa đại chúng.

## Tỉểu sử
Christina Rossetti sinh ở London, là con út trong một gia đình có bốn người con. Cả ba người anh, chị của Christina đều là những nhà văn, nhà thơ, nhà phê bình, họa sĩ nổi tiếng của nước Anh: Dante Gabriel Rossetti, William Michael Rossetti, và Maria Francesca Rossetti. Bố của họ là nhà thơ nhà phê bình, học giả người Ý, Gabriele Pasquale Giuseppe Rossetti di cư sang Anh năm 1824.
Christina Rossetti biết làm thơ từ năm 12 tuổi. Ngoài thơ trữ tình, lãng mạn bà còn làm thơ cho thiếu nhi và viết truyện. Nhiều tác phẩm của Christina được minh họa bằng những bức tranh của họa sĩ nổi tiếng, anh trai Dante Gabriel Rossetti.
Christina Rossetti mất vì bệnh ung thư ngày 29 tháng 12 năm 1894 và được mai táng tại nghĩa trang Highgate rất nổi tiếng ở London. Đầu thế kỷ XX với sự phát triển mạnh mẽ của chủ nghĩa hiện đại, người đời hầu như lãng quên thơ của bà và đến thập kỷ 70, thế kỷ XX, sự nổi tiếng của thơ bà mới quay trở lại. Hiện tại, các nhà phê bình văn học gọi Christina Rossetti là một gương mặt tiêu biểu của thơ ca Anh thời đại Victoria.
Thơ tình của Christina nói nhiều đến sự phù du của những khoái lạc tình yêu, về sức mạnh của tình yêu và sự thiếu hoàn hảo của nó, cuộc đời là sự hướng tới những đỉnh cao của tinh thần còn cái chết là sự tĩnh lặng, là sự biến dạng và hợp nhất với cái Vĩnh hằng. Thơ của bà giàu hình tượng và có một vẻ tự nhiên của ngôn ngữ thơ ca. Mặc dù chưa có nhiều bản dịch nhưng một số bài thơ hay và nổi tiếng, có sự ảnh hưởng sâu rộng trong văn hóa đại chúng của Christina Rossetti đã được dịch ra tiếng Việt.

## Tác phẩm

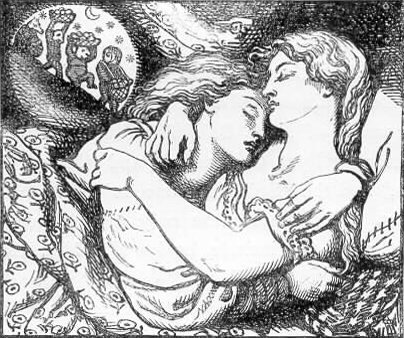
Bìa cuốn Goblin Market and Other Poems (1862), do anh trai Dante Gabriel Rossetti vẽ

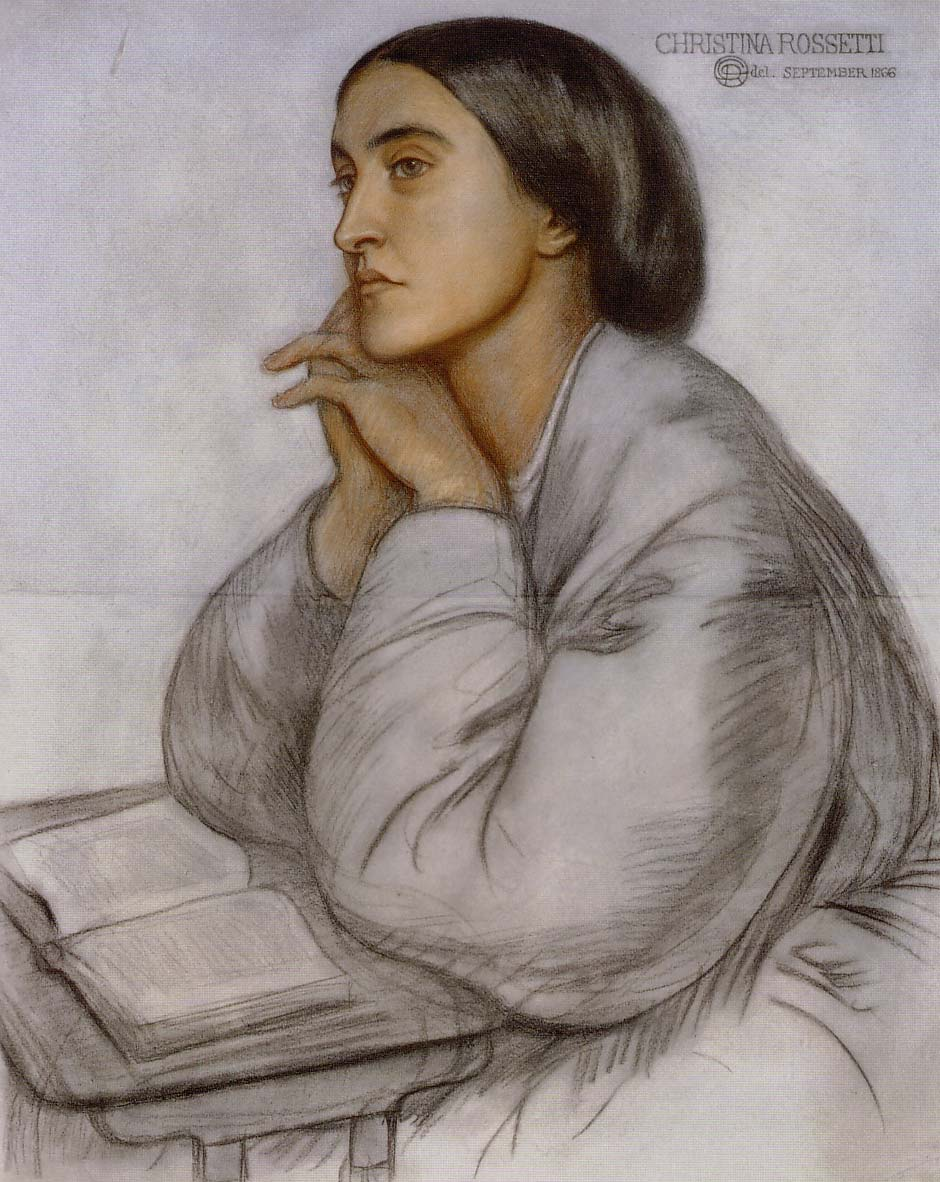
Bức chân dung của Christina Rossetti, bởi anh trai cô, Dante Gabriel Rossetti

- Goblin Market and Other Poems (1862)
- The Prince's Progress and Other Poems (1866)
- Commonplace (1870)
- Sing-Song: a Nursery Rhyme Book (1872, 1893)[4]
- In the Bleak Midwinter (1872)
- A Pageant and Other Poems (1881)
- Verses (1893)
- New Poems (1895)
- Up-Hill (1887)
- Mona Innominata: Sonnets and Songs (1899)[5]
- Aloof
- Symbols[6]
- Cousin Kate (1879)
- In an Artist's Studio (1896)
- A Birthday (1861)
- Remember

| The Milking-Maid (Người giúp việc vắt sữa) The year stood at its equinox, And bluff the North was blowing. A bleat of lambs came from the flocks, Green hardy things were growing. I met a maid with shining locks, Where milky kine were lowing. She wore a kerchief on her neck, Her bare arm showed its dimple. Her apron spread without a speck, Her air was frank and simple. She milked into a wooden pail, And sang a country ditty - An innocent fond lovers' tale, That was not wise nor witty. She kept in time without a beat, As true as church-bell ringers, Unless she tapped time with her feet, Or squeezed it with her fingers. I stood a minute out of sight, Stood silent for a minute, To eye the pail, and creamy white The frothing milk within it. | To eye the comely milking maid, Herself so fresh and creamy. “Good day to you!” at last I said, She turned her head to see me. “Good day!” she said with lifted head, Her eyes looked soft and dreamy. And all the while she milked and milked The grave cow heavy-laden. I've seen grand ladies, plumed and silked, But not a sweeter maiden. But not a sweeter fresher maid Than this in homely cotton, Whose pleasant face and silky braid I have not yet forgotten. Perhaps my rose is overblown, Not rosy or too rosy. Perhaps in farmhouse of her own Some husband keeps her cosy. Where I should show a face unknown? - Good bye, my wayside posy! |  |

(Từ bài thơ "The Milking-Maid" ("Người giúp việc vắt sữa") của Christina Georgina Rossetti)